# イベロスピナス
イベロスピナス（学名：Iberospinus、「イベリアの棘」の意）は、ポルトガルに分布する下部白亜系（バレミアン階）のPapo Seco Formation (en) から化石が産出した、スピノサウルス科に属する絶滅した恐竜の属。本属にはイベロスピナス・ナタリオイ（I. natarioi）1種のみが含まれており、本種は1個体に属する複数の様々な骨が知られている。イベロスピナスはヴァリボナヴェナトリクスやカマリラサウルスと共に、イベリア半島から産出した既知のスピノサウルス科の3タクサを代表する。イベロスピナスはスピノサウルス科の地理的起源の解釈に重要であり、また少なくとも当該系統群が進化の過程の初期段階で半水棲であったことを示唆している。

## 発見と命名

回収された骨と筋肉を復元した3D生体創造復元図

イベロスピナスの最初の化石は1999年に発見され、さらなる発掘遠征は2004年から2008年にかけて実施された。2011年にバリオニクスの標本として記載された後、2019年に固有の種と判断された。さらなる標本が2020年6月の遠征で発見された後、2022年にイベロスピナスは新属新種として記載された。
イベロスピナスは歯骨断片と歯、不完全な右肩甲骨、部分的な胴椎と尾椎、肋骨断片、恥骨、不完全な2個の踵骨、1本の足の末節骨からなる。これらの骨の全ては1個体に属するものである。15個の尾椎骨により、ホロタイプはスピノサウルス科において一連の尾椎が最も良く保存された標本となっており、また化石は断片的であるものの世界で最も完全なスピノサウルス科標本とされる。
属名"Iberospinus"はローマにおけるイベリア半島の名前である Iberia から派生した "ibero" と、ラテン語で「棘」を意味する "spinus" に由来する。これは、近縁なスピノサウルス科の長い神経棘にちなむ。種小名 "natarioi" はホロタイプ標本の発見者である Carlos Natário への献名である。
推定全長は約8メートルから9メートルと考えられている。

## 記載

ホロタイプのCTスキャン。歯（青色）と多換歯（緑および桃色）、神経血管系（黄色）が示されている。

イベロスピナスの歯骨は、歯と外部の孔を接続する神経血管系を示しており、一連の多換歯も保存されている。骨、特に尾椎と足の末節骨には、近縁な他のスピノサウルス亜科には見られない半水棲の可能性を示す極端な特徴が見られる。

肩甲骨

イベロスピナスの固有派生形質には、歯骨のMeckelian sulcusの内部に1個の孔が存在すること、歯骨の腹側縁が他のスピノサウルス科のように湾曲するのではなく直線状であること、中遠位尾椎のpleurocoelic depressionにラミナが存在すること、肩峰が突出することなく肩甲骨の前側縁が直線状であること、烏口骨との接触部が肩甲骨の腹側面全体を占めること、恥骨のpubic apronが恥骨体の全長に亘って厚いこと、恥骨の近位外側部に塚状の隆起が存在することが挙げられる。

## 分類
イベロスピナスはスピノサウルス科に位置づけられており、バリオニクス亜科にもスピノサウルス亜科にも属さない位置に置かれた。しかしMateus & Estraviz-López (2022)は、化石がバリオニクス亜科の複数の特徴を示すことを説明し、バリオニクス亜科との近縁な関係を示唆した。以下のクラドグラムは、記載者らによる系統樹を調整したもの。
|  | スコミムス   |
|  |              |
|  | バリオニクス |
|  |              |

|  | スピノサウルス       |
|  |                      |
|  | イクティオヴェナトル |
|  |                      |
|  | イリタトル           |
|  |                      |

|  | スコミムス   |
|  |              |
|  | バリオニクス |
|  |              |

|  | スピノサウルス       |
|  |                      |
|  | イクティオヴェナトル |
|  |                      |
|  | イリタトル           |
|  |                      |

## 古環境
イベロスピナスが発見されたポルトガルのPapo Seco Formationは泥灰土からなり、ラグーンが当時広がっていたことを示す。当該地域の他の恐竜化石には、マンテリサウルスやマクロナリア類の竜脚類およびメガロサウルスに暫定的に分類された断片がある。イベロスピナスの標本 ML 1190 の大部分の骨は損傷を受けており、いくつかの擦過痕は小型のスカベンジャーによる可能性がある。標本は関節しておらず、これは多くの骨が失われていることも合わせてより陸域の環境から運搬されたことを示唆するが、これらの骨は互いに近傍で発見されている。